# Sinagoga Pinkas
La Sinagoga Pinkas (in ceco: Pinkasova synagoga) è la seconda sinagoga più antica di Praga. Le sue origini sono legate alla famiglia Horowitz, rinomata famiglia ebrea. Oggi la sinagoga è amministrata dal Museo Ebraico di Praga e commemora circa 78.000 ebrei cechi vittime della Shoah.

## Storia

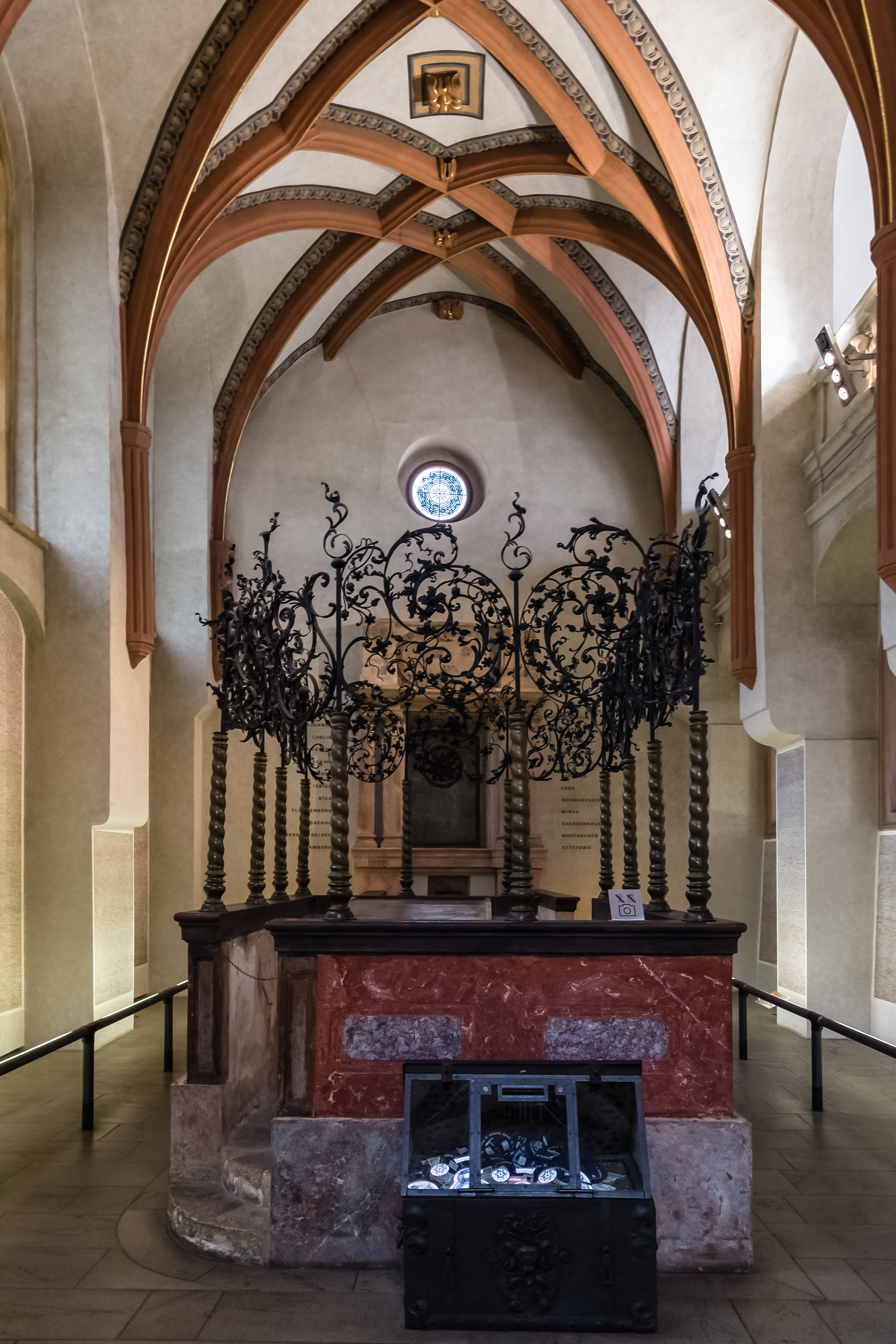
Corpo principale della sinagoga

Uno scavo archeologico mostrò che nel XV secolo nell'area dell'attuale Sinagoga Pinkas erano presenti dei pozzi, un mikveh e delle case abitate. Nel 1492 in una di quelle case esisteva un oratorio privato appartenente all'illustre famiglia ebrea praghese degli Horowitz. Nel 1535 uno dei membri della famiglia, Aharon Meshulam Horowitz, decise di trasformare la casa in una sinagoga per la sua famiglia. In questo edificio possiamo trovare componenti di stile gotico e rinascimentale, ad esempio la volta reticolata fu realizzata in stile tardo gotico ma i suoi ornamenti hanno caratteristiche rinascimentali.
Tra il 1607 e il 1625 fu aggiunto un annesso in stile rinascimentale e così la sinagoga fu ampliata con un vestibolo, una sezione femminile e un balcone. Il piano architettonico della dépendance è stato progettato da Juda Coref de Herz (autore anche del progetto della Sinagoga Maisel).
Il pavimento della sinagoga è al di sotto del livello del suolo, infatti è stata più volte afflitta da inondazioni e umidità. Nella seconda metà del XVIII secolo fu necessario restaurare l'Aron haQodesh e il bimah, danneggiati dall'alluvione e ammodernati in stile barocco. Più o meno nello stesso periodo, nel 1793, l'uomo d'affari e leader comunale Joachim von Popper donò alla sinagoga una grata in ferro battuto in stile rococò che attualmente adorna il bimah. La grata è decorata con lo stemma della Comunità ebraica di Praga, una Stella di David con un cappello ebreo medioevale.
Nel 1860 fu compiuto un passo radicale per risolvere il problema delle inondazioni: il livello del pavimento della sinagoga fu rialzato di 1,5 m. Il bimah barocco scomparve, la disposizione dei sedili fu modernizzata passando dai vecchi sedili che circondavano le mura (come nella Sinagoga Vecchia-Nuova) a file simili alle chiese, e lo stile pseudo-romanico dominò lo spazio.
Durante la seconda guerra mondiale, la Sinagoga Pinkas servì da magazzino per gli utensili liturgici ebraici, infatti, in base al divieto delle funzioni ebraiche nell'autunno del 1941, non poterono più essere comunemente usati nelle sinagoghe di Praga. Quando fu istituito il Museo Centrale Ebraico, nella seconda metà del 1942, la sinagoga dovette fungere anche da deposito dei monumenti raccolti dalle comunità ceche e morave, e anche da ufficio per la conservazione. Sebbene all'inizio del 1943, il Museo Centrale Ebraico considerasse di spostare l'esposizione prebellica del Museo Ebraico di Praga alla Sinagoga Pinkas, meno di un anno dopo abbandonò questa idea per varie difficoltà e la Sinagoga Pinkas rimase di fatto un magazzino.
Meno di un secolo dopo, durante la ricostruzione nel 1950-1954, il livello del pavimento originale e l'aspetto della sinagoga furono restaurati. Nei cinque anni successivi, le pareti della sinagoga furono ricoperte dai nomi dei circa 78.000 ebrei boemi e moravi vittime della Shoah. I nomi sono organizzati dalle comunità da cui provengono le vittime con la loro data di nascita e morte.
Il memoriale fu progettato dai pittori Václav Boštík e Jiří John. Nel 1960 fu aperto al pubblico e chiuso nel 1968, dopo meno di un decennio, dopo l'occupazione sovietica della Cecoslovacchia, apparentemente la chiusura fu dovuta all'umidità. Dopo la caduta del regime comunista nel 1989 la sinagoga fu ricostruita in tre anni e poi aperta al pubblico, ma ci vollero altri tre anni per ripristinare le iscrizioni dei nomi sui muri danneggiati dall'umidità. L'alluvione dell'agosto 2002 danneggiò nuovamente le iscrizioni e furono nuovamente restaurate.

## Esposizione permanente
Al primo piano della sinagoga è presente una mostra di quadri disegnati dai bambini nel ghetto di Theresienstadt. I bambini li disegnarono durante le lezioni guidate di Friedl Dicker-Brandeis, pittrice che studiò al Bauhaus. L'esperienza di Dicker-Brandeis influenzò la concezione delle sue lezioni di disegno a Theresienstadt, incoraggiò i bambini a esprimersi disegnando, a confrontarsi con le loro tristi esperienze del ghetto, nonché a catturare i loro ricordi e i sogni sul futuro: le loro immagini diventano quindi una testimonianza sulla realtà quotidiana del ghetto e dei singoli bambini.
La maggior parte dei bambini, così come la stessa Friedl Dicker-Brandeis, furono assassinati ad Auschwitz. Gli unici testimoni della loro vita, i loro disegni, "sopravvissero" perché Dicker-Brandeis li nascose a Theresienstadt prima della sua deportazione. Dopo la guerra circa 4.500 quadri furono consegnati al Museo Ebraico di Praga.
Oltre alle attività del Museo, la Sinagoga Pinkas serve anche la comunità religiosa.